# Пибипкащият нос
„Пибипкащият нос“ е български телевизионен игрален филм (детски) от 1988 г. на режисьора Магда Каменова, по сценарий на Румен Шомов. Оператор е Стефан Костов.

## Любопитно
Филмът е сниман в гр. Пазарджик.

## Актьорски състав
| Роля       | Изпълнител       |
| ---------- | ---------------- |
| Иван       | Веселин Ранков   |
|            | Лили Енева       |
|            | Вяра Дякова      |
|            | Иван Обретенов   |
| неврологът | Ицхак Финци      |
|            | Юлиян Станишев   |
|            | Иван Петрушинов  |
|            | Иван Григоров    |
|            | Пламен Сираков   |
|            | Стефан Мавродиев |
| доктор     | Георги Мамалев   |
|            | Свобода Молерова |
| Бабачев    | Георги Русев     |
|            | Надя Тодорова    |